# あなたもWelcome!ゆうどき新潟
『あなたもWelcome!ゆうどき新潟』（あなたもウェルカムゆうどきにいがた）は、かつてNHK新潟放送局で放送されていた地域情報番組。毎週月 - 金曜日 17:10 - 17:56の放送。タイトルにもあるように番組が放送されている「ゆうどきスタジオ」は見学自由で、外からも中の様子をうかがえた。2006年3月10日に終了し、4月3日から『ゆうどきネットワーク新潟』にリニューアルされた。

## 出演者
- 高瀬耕造（2001年4月 - 2002年3月）
- 阿部悌（2002年4月 - 2004年3月）
- 増田卓（2004年4月 - 2006年3月10日）
- 玉木圭子（2001年4月 - 2003年3月）
- 畠山明日香（2003年4月 - 2005年3月）
- 波田野朋子（2005年4月 - 2006年3月10日）

## 補足
- 番組開始時は18時までの放送だったが、17時56分から「新潟発ふれっしゅ便ただいま製作中」という『新潟発ふれっしゅ便』の内容を紹介する番組が放送されるようになり、現在の時間になる。
- また2005年4月に番組開始以来初のタイトルロゴの変更をした。

| スタブアイコン | サブスタブ | この項目は、まだ閲覧者の調べものの参照としては役立たない、テレビ番組に関連した書きかけの項目です。この項目を加筆・訂正などしてくださる協力者を求めています（P:テレビ/PJ:放送または配信の番組）。 |